# Орионова переменная звезда
Орионовы переменные — разновидность неправильных переменных звёзд, связанных со светлыми и тёмными диффузными туманностями или наблюдаемых в районах таких туманностей. У некоторых из них может наблюдаться цикличность изменений блеска, связываемая с осевым вращением. Вариации яркости могут достигать нескольких звёздных величин. На диаграмме спектр-светимость расположены в районе главной последовательности и в области субгигантов. Это молодые звёзды — их возраст не превышает нескольких миллионов лет. После выхода на главную последовательность они теряют переменность или становятся регулярными переменными. Делятся на следующие подтипы:
- INA — орионовы переменные ранних спектральных типов.

- INB — орионовы переменные средних и поздних спектральных типов.

- Орионовы переменные типа Т Тельца (INT, IT). Относятся к этому типу на основании следующих (исключительно спектральных) признаков. Спектральные классы заключены в пределах Fe-Me. Спектр наиболее типичных звёзд напоминает спектр солнечной хромосферы. Специфическим признаком типа является наличие флюоресцентных эмиссионных линий Fe1 4046, 4132 (аномально интенсивных у этих звёзд), эмиссионных линий SII и OI, а также линии поглощения LiI 6707. Эти переменные наблюдаются обычно только в диффузных туманностях.

- Фуоры — орионовы переменные типа FU Ориона (FU Ori). Характеризуются продолжающимся несколько месяцев возрастанием блеска примерно на 5-6m, после чего наступает относительное постоянство блеска. В максимуме блеск сохраняется иногда на протяжении десятилетий, иногда наблюдается медленное ослабление его на 1-2m. Спектральные классы в максимуме блеска заключены в пределах Aea-Gpea. После вспышки наблюдается постепенное развитие эмиссий в спектре, который становится более поздним. Может быть, эти переменные характеризуют один из этапов эволюции орионовых переменных типа Т Тельца (INT), так как одна из таких переменных (V1057 Лебедя) показала подобную вспышку, но ослабление её блеска (на 2.52m за 11 лет) началось сразу же после достижения максимума. Все известные в настоящее время переменные типа FU Ori связаны с отражательными кометообразными туманностями.

- В случаях, когда наблюдаются очень резкие (до 1m за 1-10 дней) изменения блеска, к обозначению типа звёзд добавляется буква S (INS).
- В спектрах некоторых орионовых переменных (YY Ориона) наблюдаются тёмные компоненты с длинноволновой стороны эмиссионных линий, что свидетельствует о падении вещества на поверхность звезды. В классификации ОКПЗ они обозначаются IN(YY).